# Chroniochilus ecalcaratus
Chroniochilus ecalcaratus är en orkidéart som först beskrevs av Richard Eric Holttum, och fick sitt nu gällande namn av Leslie Andrew Garay. Chroniochilus ecalcaratus ingår i släktet Chroniochilus och familjen orkidéer. Inga underarter finns listade i Catalogue of Life.